# Hermann Hirt

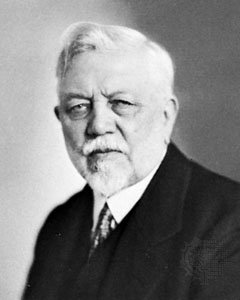
Hermann Hirt

Hermann Hirt (ook wel bekend als Herman Hirt, 19 december 1865, Maagdenburg - 12 september 1936, Gießen) was een Duits filoloog gespecialiseerd in de Indo-Europese talen.

## Leven
Na zijn studies van de Indo-Europese taalwetenschap aan de Universiteit Leipzig en de Universiteit van Freiburg te hebben afgerond, promoveerde Hirt in 1889 aan de Universiteit Leipzig, waar hij vanaf 1891 ook begon met doceren. Van 1891 tot 1896 was Hirt als privédocent, met Indo-Europese talen als vakgebied, aan de faculteit filologie van de Universiteit Leipzig werkzaam, waarna hij daar van 1896 tot 1912 een buitengewoon professoraat in de Indo-Europese taalwetenschap opnam. Van 1912 tot aan zijn dood in 1936 was Hirt gewoon hoogleraar voor Sanskriet en Indo-Europese taalwetenschap aan de Universiteit van Gießen.
Hirt leverde een fundamentele bijdragen aan het onderzoek van de klemtoon en de ablaut (klinkerwisseling) in het Proto-Indo-Europees. Zijn werk Indogermanische Grammatik werd tussen 1921 en 1927 in zeven delen gepubliceerd. Een nieuwe editie van deze delen verscheen in november 2009 als paperback bij Cambridge University Press.
Hirt stond de archeologen bij, die stelden, dat het oervaderland van de Indo-Europeanen zich in Noord-Europa moest bevinden - een reeds toen al omstreden en vandaag de dag zo goed als weerlegde opvatting. In zijn (hypothetische) stammenmaatschappij heerste een boerendemocratie. Pas tijdens de expansie zouden de veroveraars zich als aristocratie hebben geïnstalleerd. Dit beeld van de Germanen, niet te verwarren met het Nazistische, was in de 19e eeuw gebruikt. Bovendien uitte Hirt kritiek op de racistisch-antropologische speculaties over de Indo-Europeanen: hij waarschuwde onder andere voor het risico, de proto-Indo-Europese era als een gouden tijdperk te beschrijven. Hij waardeerde ook (wetenschappelijke) werken, die de Germanen met "rasvreemde" volkeren vergeleken.

## Werken
- Der indogermanische Akzent. Ein Handbuch, Straatsburg, 1895.
- Etymologie der neuhochdeutschen Sprache, München, 1909.
- Indogermanische Grammatik, 7 delen, Heidelberg, 1921-1937.
- Handbuch des Urgermanischen, 7 delen, Heidelberg, 1931-1934.
- Die Indogermanen. Ihre Verbreitung, ihre Urheimat und ihre Kultur, 2 delen, Straatsburg, 1905-1907.